# Fontenay-Trésigny
 Fontenay-Trésigny  es una población y comuna francesa, en la región de Isla de Francia, departamento de Sena y Marne, en el distrito de Provins y cantón de Rozay-en-Brie.

## Demografía
| 1 772 | 2 042 | 2 812 | 3 638 | 4 518 | 4 620 | 5 267 |
| Para los censos de 1962 a 1999 la población legal corresponde a la población sin duplicidades (Fuente: INSEE [Consultar]) |       |       |       |       |       |       |